# Manahalli, Bagalkot
Manahalli là một làng thuộc tehsil Bagalkot, huyện Bagalkot, bang Karnataka, Ấn Độ.